# Kirsten McGarry
 Kirsten McGarry (Dublin, 25 juli 1985) is een Ierse voormalige alpineskiester. Ze nam tweemaal deel aan de Olympische Winterspelen, maar behaalde geen medaille. 

## Carrière
McGarry maakte haar wereldbekerdebuut in februari 2006 tijdens de reuzenslalom in Ofterschwang. Ze behaalde nooit punten voor de wereldbeker.
In 2006 nam McGarry een eerste keer deel aan de Olympische Winterspelen. Ze eindigde 32e op de slalom. Tijdens de openingsceremonie mocht ze de Ierse vlag dragen. Op de Olympische Winterspelen 2010 in Vancouver was een 50e plaats op de reuzenslalom haar beste resultaat.

## Resultaten

### Wereldkampioenschappen
| Jaar | Plaats | Resultaten                   |
| ---- | ------ | ---------------------------- |
| 2005 | Bormio | 48e Reuzenslalom DNF1 Slalom |
| 2007 | Åre    | 47e Reuzenslalom DNF1 Slalom |

### Olympische Spelen
| Jaar | Plaats    | Resultaten                               |
| ---- | --------- | ---------------------------------------- |
| 2006 | Turijn    | 32e Reuzenslalom 42e Slalom DNS1 Super G |
| 2010 | Vancouver | 50e Reuzenslalom DSQ1 Slalom             |